# Hawker (Australie-Méridionale)
Hawker est une ville et une localité dans la région de la chaîne de Flinders (Flinders Ranges) en Australie-Méridionale, à 365 kilomètres (226,8 mi) au nord d'Adélaïde.
Hawker se trouve dans le conseil des Flinders Ranges, dans la circonscription électorale de l'État de Stuart et dans la division fédérale de Grey.

## Histoire
La ville a été arpentée en mars 1880 et a été proclamée le 1er juillet 1880. Hawker doit son nom à G.C. Hawker, qui fut membre du Parlement sud-australien de 1858 à 1865 et de 1875 à 1883. Les limites de la localité ont été publiées au Journal officiel le 25 novembre 1999 et comprennent les villes gouvernementales de Wonoka, Hawker et Chapmanton. Des parties de Hawker ont été ajoutées aux localités adjacentes de Flinders Ranges et de Shaggy Ridge le 26 novembre 2013.

## Économie
Les principales activités économiques de la région sont le tourisme et l'élevage de moutons et de plus en plus de bovins. En raison de l'environnement aride, les taux de chargement sont faibles, environ un mouton pour trois à quatre hectares. Hawker est à 55 kilomètres (34,2 mi) au sud de Wilpena Pound, une chaîne de collines en forme de plat naturelle unique, populaire auprès des touristes, ainsi que les paysages spectaculaires des Flinders Ranges.